# 反卫星卫星
反衛星衛星（有時也稱攔截衛星或殺手衛星）和反衛星導彈同歸屬反衛星武器的一種，為20世紀50年代末至60年代初的概念；又稱自殺衛星，備有常規彈頭或核彈，目前需要發展"自動尋的"或甚至"射後不理"的相關科技。在美國雷根時代主導的戰略防禦倡議時代中，1986年中國解放軍出版的《现代军事科技基础知识》指出，「反卫星卫星尽管已处于实用阶段，但仍有不完善之处，並總結當時苏联及美国的相關能力為：苏联在反卫星卫星「略占优势」，而美国則在反卫星导弹「明显领先」。

## 反卫星手段
反卫星卫星的反卫星手段主要有：
- 在反卫星上装有杀伤性武器，如导弹、激光等，将对方的卫星摧毁，使其失去作用。
- 利用无线电干扰的办法（电子对抗），即：卫星不断地发射强大的无线电波，用于干扰对方的通信，使其指挥失灵，线路中断。
- 寄生衛星：利用主衛星攜帶很多具小型衛星，當接近敵方衛星時可將小型衛星釋放出來，並附著在敵方衛星上，利用小型衛星配備的干擾電波或炸藥予以破壞。

## 外部連結
- IS anti-satellite system